# Jakob Müller (Politiker, 1878)
Jakob Müller (* 9. November 1878 in Hundwil; † 31. Mai 1949 Stein; heimatberechtigt ebenda) war ein Schweizer Gemeindepräsident, Kantonsrat und Landwirt aus dem Kanton Appenzell Ausserrhoden.

## Leben
Jakob Müller war der Sohn des Landwirts und Wirts Jakob Müller und der Katharina Schoch. Er ehelichte 1903 die Schneiderin Anna Alder, Tochter des Wagners Johann Jakob.
Müller war als Landwirt tätig. Er übernahm den väterlichen Hof inklusive Molkengremplerei und Fuhrhalterei (um 1920 Aufgabe des Molkenhandels). Er begann sich für Politik zu interessieren und nahm von 1907 bis 1914 einen Sitz im Gemeinderat in Stein ein. Von 1924 bis 1938 amtierte Müller als Gemeindehauptmann (Gemeindepräsident). Zudem war er von 1918 bis 1942 Mitglied im Ausserrhoder Kantonsrat und in der Kommission für Land- und Forstwirtschaft. Er war von 1920 bis 1949 Vorstandsmitglied des kantonalen Landwirtschaftlichen Vereins und übernahm 1929 die Funktion des Präsidenten. Von 1936 bis 1942 war Müller auch Kommissionsmitglied der Kantonalbankverwaltung. Ebenso war er Vorstandsmitglied des Schweizerischen Braunviehzuchtverbands, der Schweizerischen Arbeitsgemeinschaft für Bergbauern sowie des Schweizerischen Bauernverbands.
Müller war ein engagierter Bauernpolitiker mit konservativer Gesinnung. Er war stets um die Förderung der Viehzucht bemüht. Er ist Mitgründer des Landwirtschaftlichen Vereins Stein, des Appenzellischen Viehzuchtverbands und des Appenzellischen Milchproduzentenverbands.